# Eternidade (álbum)
Eternidade é um álbum de estúdio do cantor brasileiro PG, lançado em abril de 2019 pela gravadora Onimusic.

## Antecedentes
Em 2017, PG lançou Acústico: Música e Palavra, projeto que reuniu inéditas e regravações de sua carreira solo e da banda Oficina G3. Nesse ínterim, o cantor continuou a trabalhar, lançando uma versão de "Ousado Amor", que era uma das canções evangélicas de maior tendência do período.

## Produção
Assim como discos anteriores, PG assinou como produtor musical de Eternidade. O álbum foi anunciado como um projeto de maior influência hard rock. O disco também trouxe uma versão acústica da música "O Caminho", gravada pela banda Oficina G3 em 2000. O cantor também apresentou a versão "Vem Queimar", regravação da banda norte-americana Building 429.

## Lançamento e recepção
| Críticas profissionais | Críticas profissionais |
| Avaliações da crítica  | Avaliações da crítica  |
| Fonte                  | Avaliação              |
| ---------------------- | ---------------------- |
| Super Gospel           | [ 4 ]                  |

Eternidade foi lançado pela Onimusic no final de abril de 2019 e teve, como primeiro single, a música "Isaías 9". PG também produziu o videoclipe de "Adorai Somente a Deus". Sobre a música, o cantor disse: "É um hard rock, um rock mais pesado, marcado pelo uso de distorção, um som potente com riffs de guitarra pesada e solos".
Em crítica favorável no Super Gospel, Tiago Abreu afirmou que o álbum é "o musicalmente mais ambicioso do músico desde De um Lado a Outro" e que "PG parece verdadeiramente comprometido e animado com suas canções – as faixas têm uma sujeira e naturalidade típicas de registros ao vivo".

## Faixas
1. "Adorai Somente a Deus"
2. "Então Basta"
3. "Find My Way"
4. "Eternidade"
5. "Ele Me Guarda"
6. "Tua Graça"
7. "Vem Queimar"
8. "Isaías 9"
9. "O Caminho"